# Hildegard Schroeder
Hildegard Schroeder (* 5. März 1914 in Cottbus; † 3. August 1978 in Arlesheim) war eine deutsche Slawistin.

## Leben
In Berlin promovierte sie 1943 bei Max Vasmer. Nach der Habilitation in Köln am 26. Februar 1958 lehrte sie als Professorin in Basel.

## Schriften (Auswahl)
- Studien über Maurycy Mochnacki mit besonderer Berücksichtigung des deutschen Einflusses. Berlin 1953, OCLC 3050941.
- Russische Verssatire im 18. Jahrhundert. Köln 1962, OCLC 611803801.